# 裴善機
裴善機（越南语：／，1889年—1954年），越南阮朝官員。

## 生平
1889年，裴善機出生於越南河內。父親裴慶演爲嗣德三十二年己卯科舉人，曾任侍郎原上審院按察使。兄長裴善根官至總督致仕。
裴善機出身廕生，曾就讀於河內候補場，畢業後於1911年赴法國巴黎殖民學校就讀。據其外甥所說，裴在此期間結識了胡志明，兩人在1946年時仍有書信往來。
1945年5月19日起任越南佛教會（原名北圻佛教會）副主席。1949年至1953年任越南佛教會會長。是一位著名的社會慈善活動家。

## 榮譽
- 大南龍星騎士勳位[4]

## 相冊

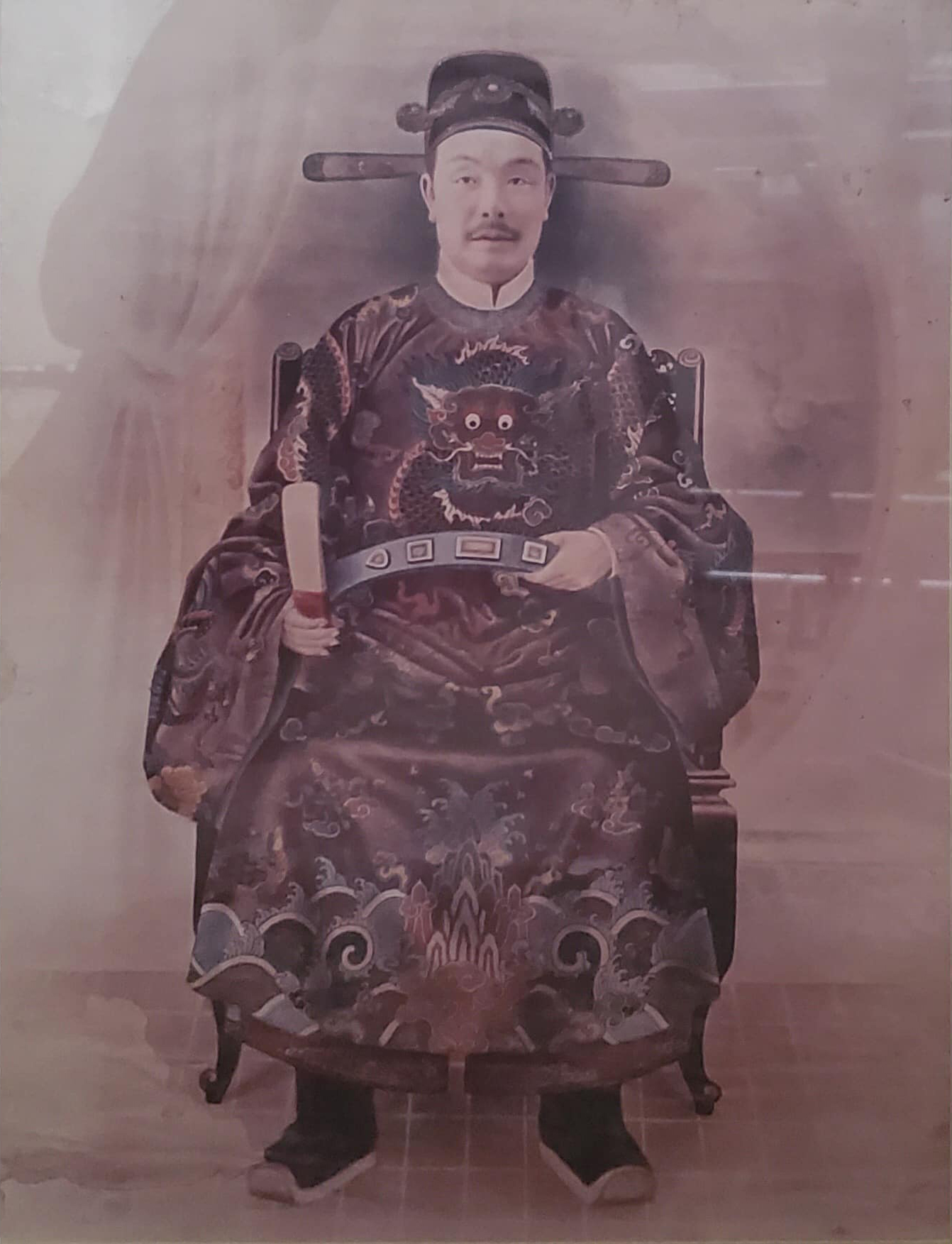
裴善機朝服圖
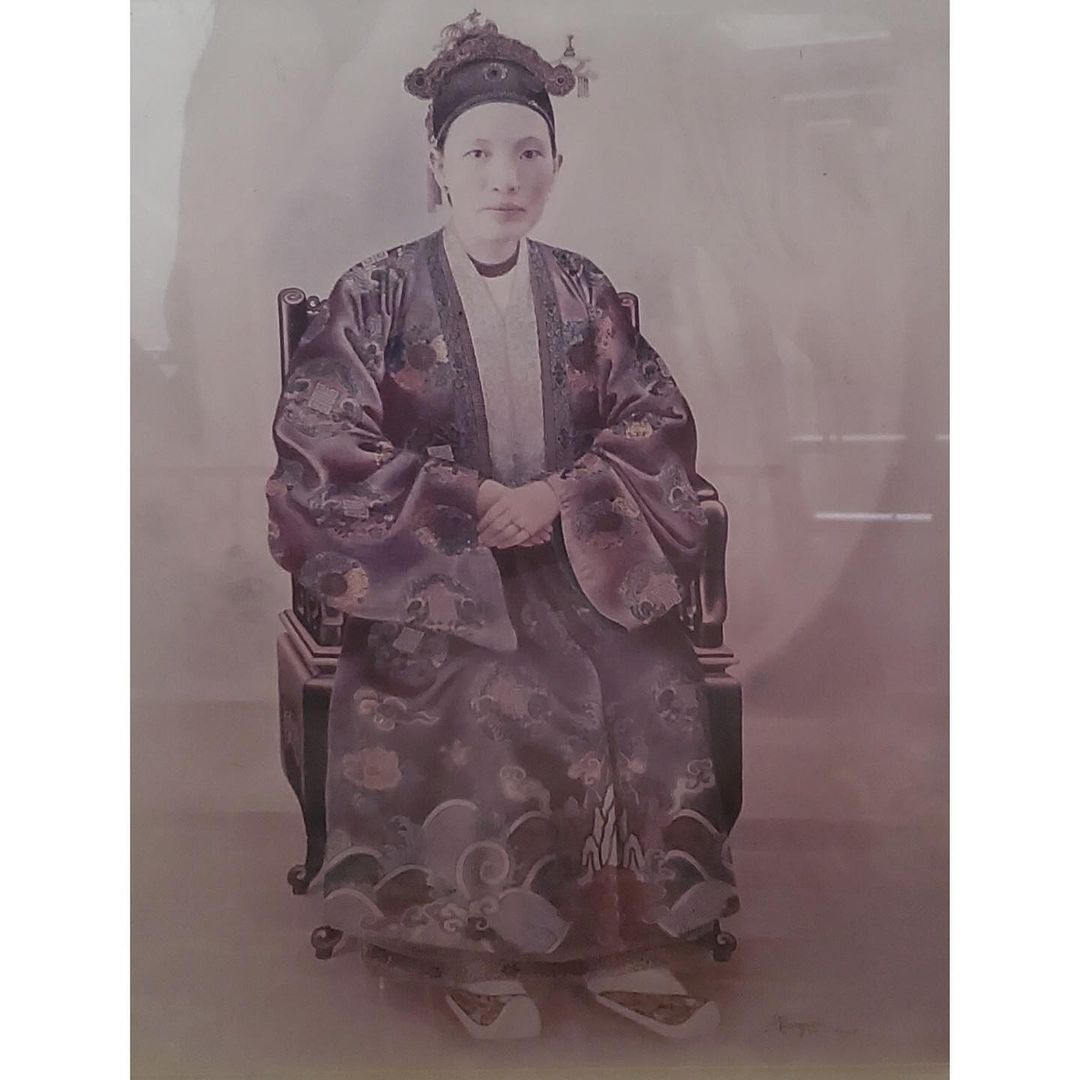
裴善機夫人